# Seiherbach
Der Seiherbach ist ein rechter Zufluss zur Zaya zwischen Wilfersdorf und Hauskirchen in Niederösterreich.
Der Bach entspringt südlich von Maustrenk und durchfließt sodann den Ort, wo er am Ortsanfang den von rechts kommenden Steingraben aufnimmt. Danach strömt er in einem großen Bogen auf die Zaya zu, wo er bei Ebersdorf an der Zaya von rechts in diese mündet. Sein Einzugsgebiet umfasst 16,0 km² in weitestgehend offener Landschaft.